# Qarazəncir
Qarazəncir è un comune dell'Azerbaigian situato nel distretto di Cəlilabad. Conta una popolazione di 2.528 abitanti.